# Менструальный цикл

Изменения уровней гормонов во время менструального цикла. ФСГ — фолликулостимулирующий гормон. ЛГ — лютеинизирующий гормон

Менструа́льный цикл (от лат. menstruus «месячный „цикл“; ежемесячный») — это регулярное естественное изменение, которое происходит в женской репродуктивной системе (особенно в матке и яичниках), что делает беременность возможной. Цикл необходим для производства ооцитов и для подготовки матки к беременности. Менструальный цикл происходит из-за изменения уровня гормонов. Этот цикл приводит к утолщению функционального слоя слизистой оболочки матки и росту яйцеклетки (что необходимо для наступления беременности). В цикле средней длительности (28 дней) яйцеклетка выходит из яичника примерно на четырнадцатый день; функциональный слой слизистой матки обеспечивает питание эмбриона после имплантации. Если беременность не наступает, функциональный слой эндометрия отторгается, что и называется менструацией.
До 80 % женщин сообщают о наличии некоторых симптомов в течение одной-двух недель до менструации. Общие симптомы включают прыщи,  вздутие живота, чувство усталости, раздражительность и изменения настроения. Эти симптомы мешают нормальной жизни и поэтому квалифицируются как предменструальный синдром у 20-30 % женщин. У 3-8 % они тяжелые.
Первый период обычно начинается в возрасте от двенадцати до пятнадцати лет, момент, известный как менархе. Он может иногда начинаться уже в восемь, и такое начало все ещё может быть нормальным. Средний возраст первого периода, как правило, позже в развивающихся странах и раньше в развитых странах. Типичная продолжительность времени между первым днем одного периода и первым днем следующего составляет от 21 до 45 дней у молодых женщин и от 21 до 35 дней у взрослых (в среднем 28 дней). Менструация прекращается после менопаузы, которая обычно происходит в возрасте от 45 до 55 лет. Кровотечение обычно длится от 3 до 7 дней.
Менструальный цикл зависит от гормональных изменений. Эти изменения меняют с помощью гормональной контрацепции, чтобы предотвратить беременность. Каждый цикл можно разделить на три фазы в зависимости от событий в яичнике (цикл яичников) или в матке (цикл матки). Яичниковый цикл состоит из фолликулярной фазы, овуляции и лютеиновой фазы, тогда как маточный цикл делится на менструацию, пролиферативную фазу и секреторную фазу.
Менструальный цикл характерен для человека, некоторых других приматов, китов.
Менструальный цикл включает три фазы: менструальную, пролиферативную и секреторную.

## Длительность менструального цикла
Длительность менструального цикла женщины (в среднем) 28±7 суток.
Продолжительность цикла определяется физиологическими процессами в организме женщины.

## Терминология
Менархе — первый менструальный цикл — является центральным событием в период полового развития, указывающим на способность женского организма к размножению. У женщин средним возрастом наступления менархе считаются 12-14 лет, с нормой от 9 до 16 лет: 9 лет — ранняя менархе, после 16 лет — первичная аменорея. Время наступления первого менструального кровотечения зависит от таких факторов, как наследственность, питание, общее состояние здоровья.
Нарушения периода менструального цикла могут быть вызваны различными факторами: от подростковых гормональных колебаний, беременности и других естественных причин до различных внешних и внутренних стрессов.
Прекращение менструаций происходит в возрасте 40—58 лет (в среднем, в 47—50 лет), в период климакса происходит угасание репродуктивной функции. Время наступления менопаузы (климакс — период, характеризующийся нерегулярностью или полным прекращением менструаций) зависит в большей степени от наследственности, однако некоторые заболевания и врачебные вмешательства могут вызвать раннее наступление менопаузы.

## Фазы

Процессы в яичнике в течение менструального цикла:
1 Менструация
2 Созревающий фолликул
3 Граафов фолликул
4 Овуляция
5 Жёлтое тело
6 Жёлтое тело прекращает функционировать

Процессы, происходящие в течение менструального цикла, могут быть описаны как фазы, соответствующие изменениям в яичниках (фолликулярная, овуляторная и лютеиновая), и в эндометрии (менструальная, пролиферативная и секреторные фазы).

### Фолликулярная/менструальная фаза
Менструальная фаза представляет собой кровотечение из полости матки в результате отторжения слоя эндометрия, которое происходит в конце овариального цикла, если не было оплодотворения яйцеклетки. Началом фолликулярной фазы яичника или менструальной фазы матки считается первый день менструации. Длительность фолликулярной фазы, во время которой происходит окончательное созревание доминантного фолликула, довольно вариабельна: при 23-дневном цикле — 9—11 дней, при 35-дневном — 21—23 дня.
Фолликулярная фаза (а вместе с ней и овариальный цикл) начинается с выделения гонадолиберина гипоталамусом, который стимулирует аденогипофиз к секреции небольших количеств фолликулостимулирующего и лютеинизирующего гормонов (фоллитропина и лютропина соответственно). Низкий уровень секреции эстрадиола подавляет секрецию фоллитропина и лютропина, оставляя уровень их секреции относительно невысоким. Тем не менее, под действием фоллитропина в яичниках начинают развиваться несколько фолликулов, из которых становится доминантным фолликул, имеющий наибольшее число рецепторов к фоллитропину и наиболее интенсивно синтезирующий эстрадиол, остальные же подвергаются атрезии. Постепенно уровень эстрадиола растёт, но, хотя низкая концентрация эстрадиола подавляет секрецию гонадотропинов, высокая концентрация эстрадиола, напротив, стимулирует секрецию гонадотропинов, так как она приводит к увеличению выделения гонадолиберина гипоталамусом. Особенно этот эффект заметен для лютропина, поскольку высокая концентрация эстрадиола увеличивает чувствительность к гонадолиберину клеток аденогипофиза, выделяющих лютропин. Кроме того, фолликулы сильнее реагируют на лютропин из-за большего числа рецепторов к этому гормону. Таким образом, в этом случае имеет место регуляция по принципу положительной обратной связи. Итак, фолликул увеличивается в размерах до тех пор, пока не произойдёт резкий выброс лютропина из аденогипофиза. На этом фолликулярная фаза заканчивается и начинается овуляторная фаза.

### Овуляторная/пролиферативная фаза
Приблизительно к седьмому дню цикла определяется доминантный фолликул, который продолжает расти и секретирует увеличивающееся количество эстрадиола, в то время как остальные фолликулы подвергаются обратному развитию. Достигнувший зрелости и способный к овуляции фолликул называется граафовым пузырьком. Во время овуляторной фазы, которая длится около трёх дней, происходит выброс лютеинизирующего гормона (ЛГ). В течение 36—48 ч происходит несколько волн высвобождения ЛГ, значительно увеличивается его концентрация в плазме. Выброс ЛГ завершает развитие фолликула, стимулирует продукцию простагландинов и протеолитических ферментов, необходимых для разрыва стенки фолликула и высвобождения зрелой яйцеклетки (собственно овуляция). В то же время снижается уровень эстрадиола, что иногда сопровождается овуляторным синдромом. Овуляция обычно происходит в ближайшие 24 ч после наиболее крупной волны выброса ЛГ (от 16 до 48 ч). Во время овуляции высвобождается 5—10 мл фолликулярной жидкости, в которой содержится яйцеклетка.

### Лютеиновая/секреторная фаза
Промежуток времени между овуляцией и началом менструального кровотечения называется лютеиновой фазой цикла (также известна как фаза жёлтого тела). В отличие от фолликулярной фазы, длительность лютеиновой более постоянная — 12 дней (± 2 дня). После разрыва граафова пузырька стенки его спадаются, его клетки накапливают липиды и лютеиновый пигмент, это придаёт ему жёлтый цвет. Трансформированный граафов фолликул теперь называется жёлтым телом. Продолжительность лютеиновой фазы зависит от периода функционирования (10—12 дней) жёлтого тела, в это время жёлтое тело секретирует прогестерон, эстрадиол и андрогены. Повышенный уровень эстрогена и прогестерона изменяет характеристику двух наружных слоев эндометрия. Железы эндометрия созревают, пролиферируют и начинают секретировать (секреторная фаза), матка готовится к имплантации оплодотворенной яйцеклетки. Уровень прогестерона и эстрогена достигают пика в середине лютеиновой фазы, и в ответ на это снижается уровень ЛГ и ФСГ.
При наступлении беременности жёлтое тело начинает вырабатывать прогестерон до тех пор, пока плацента не разовьётся и не станет секретировать эстроген и прогестерон.
Если беременность не происходит, жёлтое тело прекращает функционировать, снижается уровень эстрогенов и прогестерона, что приводит к отечности и некротическим изменениям эндометрия. Снижение уровня прогестерона также усиливает синтез простагландинов. Если яйцеклетка не оплодотворяется, то через некоторое время жёлтое тело подвергается лютеолизу, то есть лизису или структурному разрушению, и более неспособно синтезировать прогестерон и эстрадиол. Регулятором лютеолиза является простагландин PGF2. Из-за лютеолиза секреция фоллитропина и лютропина более не подавляется, поскольку более нет отрицательной обратной связи, и секреция этих гормонов начинает возрастать, стимулируя развитие нового фолликула. Уменьшение уровня эстрогена и прогестерона также способствует возобновлению синтеза ЛГ и ФСГ, начинается новый менструальный цикл.